# Anostostoma spinosum
Anostostoma spinosum is een rechtvleugelig insect uit de familie Anostostomatidae. De wetenschappelijke naam van deze soort is voor het eerst geldig gepubliceerd in 1930 door Karny.